# Piet Visschers
Pieter Jozef Maria (Piet) Visschers (Spaubeek, 5 augustus 1938 – Venlo, 9 juli 2014) was een Nederlands politicus van de KVP en later het CDA.
Hij werd geboren als zoon van J.H.J. Visschers, destijds burgemeester van Spaubeek, en ook diens vader J.P. Visschers is burgemeester geweest en wel van Ulestraten. Piet Visschers ging na de hbs en militaire dienst politicologie studeren aan de Universiteit van Amsterdam waar hij rond 1967 is afgestudeerd. Daarna was hij enige tijd docent aan het Instituut voor Sociale Wetenschappen en medio 1969 ging hij werken bij de Limburgse provinciale griffie op de afdeling administratieve wetten en onderwijs. Hij bracht het daar tot hoofdcommies voor hij in 1973 werd benoemd tot burgemeester van Belfeld en in maart 1981 volgde zijn benoeming tot burgemeester van Tegelen. Op 1 januari 2001 ging die gemeente samen met Belfeld op in de gemeente Venlo waarmee aan zijn functie een einde kwam.